# NGC 3168
NGC 3168 ist eine elliptische Galaxie vom Hubble-Typ E im Sternbild Großer Bär. Sie ist schätzungsweise 426 Millionen Lichtjahre von der Milchstraße entfernt.
Das Objekt wurde am 25. März 1832 von John Herschel entdeckt.